# Reforma radical

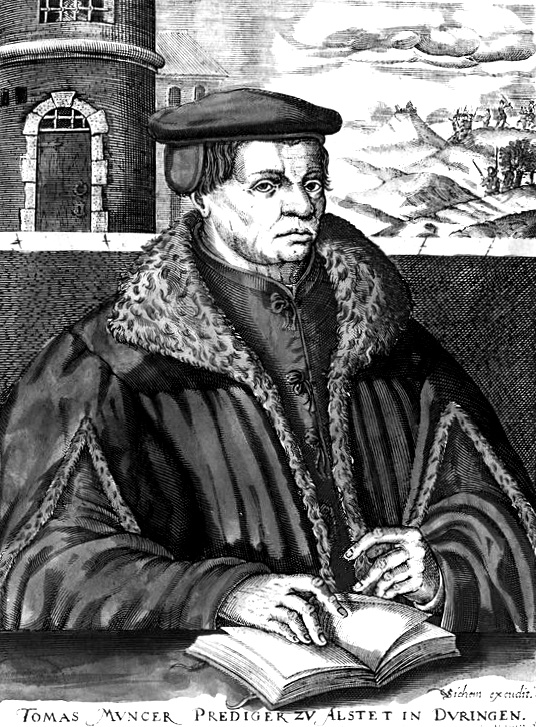
Imatge de Thomas Müntzer, un dels principals reformadors.

La Reforma radical va representar una resposta a la corrupció tant a l'Església catòlica com a l'expansió moviment protestant magisterial (dirigit per Martí Luter i molts altres). A partir del segle XVI a Alemanya i Suïssa, la Reforma radical va donar lloc a nombrosos grups protestants radicals a tot Europa. El terme abasta als reformadors radicals com Thomas Müntzer (c. 1489-1525) i Andreas Karlstadt (1486-1541), els profetes de Zwickau (1521-1522) i grups anabaptistes com els hutterites (fundats el 1527) i els mennonites (fundats. c. 1536).
En algunes parts d'Alemanya, Suïssa i Àustria, una majoria simpatitzava amb la reforma radical malgrat la intensa persecució. Tot i que la proporció de la població europea que es va rebel·lar contra les esglésies catòlica, luterana i zwingliana era petita, els reformadors radicals van escriure amb profusió i la literatura sobre la reforma radical és desproporcionadament gran, en part com a resultat de la proliferació dels ensenyaments de la reforma radical als Estats Units.
Si bé els reformadors magisterials volien substituir l'elit de l'Església catòlica per la seva pròpia elit, els grups radicals protestants rebutjaven l'autoritat de qualsevol organització institucional de l'Església, gairebé íntegrament.